# Джули Мерету
Джули Мерету (на английски: Julie Mehretu) е американска художничка.
Родена е през 1970 година в Адис Абеба в семейството на етиопски професор по география и американска учителка, което през 1977 година се премества в Съединените щати. Получава бакалавърска степен по изкуство от Колежа на Каламазу, а през 1997 година – магистърска степен от Роудайландското училище по дизайн. През следващите години става известна със своите едромащабни абстрактни пейзажи.